# Paperino e il fantasma della grotta
Paperino e il fantasma della grotta (The Ghost of the Grotto) è una storia a fumetti di Carl Barks pubblicata per la prima volta su Four Color n. 159 dell'agosto 1947.

## Storia editoriale
In un'intervista del 1974 con Michael Barrier, Barks disse: "Ricordo che la prima idea che mi venne in mente su di essa era solo cercare di trovare qualcosa che Paperino potesse fare. Pensai a lui che navigava su barche e mi vennero in mente dieci pagine potenziali sulla raccolta di alghe e sulla loro vendita, il che mi avrebbe dato un sacco di gag con le barche. [...] Mentre sviluppavo sempre più cose con la storia, penso che sia abbastanza possibile che quel 'Fantasma della grotta' sia stato introdotto come una minaccia. C'è così tanto in essa che non avrei potuto pensarci scrivendola tutta in una volta. Doveva uscire una cosa dopo l'altra".

## Trama
Paperino e i suoi nipoti hanno noleggiato una barca per raccogliere alghe nelle Indie Occidentali in cambio di denaro. Quando tornano a terra per aspettare la bassa marea e raccogliere alghe in una grotta, i quattro sentono dire da diverse persone la frase "stanotte è la notte". Si scopre che si riferiscono alla notte in cui il fantasma della grotta rapisce un bambino. A venire rapito, stavolta, è Quo. I paperi devono dunque impegnarsi a salvare Quo, e non solo devono affrontare il rapitore, ma anche una piovra che sorveglia una nave gigante. I paperi riescono a sbarazzarsi della piovra usando della carne piena di zenzero. Più tardi, Paperino usa un topo di nome Montmorency per disarmare il rapitore. Si scopre che egli è l'ultimo guardiano del tesoro di Sir Francis Drake, e Quo avrebbe dovuto succedergli. Il guardiano viene autorizzato a tenere il tesoro e a spenderlo come meglio crede, ovvero in abiti eleganti e hamburger.

## Edizioni
Paperino e il fantasma della grotta fu pubblicata per la prima volta negli Stati Uniti su Four Color n. 159 dell'agosto 1947; successivamente ha ottenuto diverse ristampe. È stata pubblicata anche in varie nazioni europee oltre che in Argentina, Australia, Brasile, Egitto e Messico. In Italia fu pubblicata per la prima volta su Topolino in 12 parti, dal n. 665 del 15 novembre 1947 al n. 676 del 31 gennaio 1948, rimontata per il formato del periodico; dopo numerose ristampe con diversi formati, traduzioni e colorazioni, fu riproposta su Zio Paperone n. 167 dell'agosto 2003 in una nuova edizione ritradotta e ricolorata, usata anche per le ristampe successive.

## Accoglienza
Lo storico del fumetto Thomas Andrae scrive che Paperino e il fantasma della grotta segna una svolta nella scrittura di Barks verso i temi della narrativa gotica, che si concentra sulla "repressione psichica e la frammentazione dell'identità personale, focalizzandosi sull'ossessione, il tabù e l'irrazionale". La storia "introduce un'idea predominante che tornerà in molte avventure successive di Paperino e Paperone: che la brama di conquista e impero della civiltà occidentale e l'ossessione per la ricchezza e il potere portino invariabilmente all'alienazione e all'autodisintegrazione".